# Матохино
Мато́хино — деревня в Рыльском районе Курской области. Входит в Бобровский сельсовет.

## География
Деревня находится на реке Рыло (приток Сейма), в 116 км западнее Курска, в 10 км западнее районного центра — города Рыльск, в 2 км от центра сельсовета  — Кулига.
Климат
Матохино, как и весь район, расположен в поясе умеренно континентального климата с тёплым летом и относительно тёплой зимой (Dfb в классификации Кёппена).

## Население
| 2002 | 2010 |
| ---- | ---- |
| 24   | ↘20  |

## Инфраструктура
Личное подсобное хозяйство. В деревне 23 дома.

## Транспорт
Матохино находится в 4 км от автодороги регионального значения 38К-017 (Курск — Льгов — Рыльск — граница с Украиной), в 7,5 км от автодороги 38К-040 (Хомутовка — Рыльск — Глушково — Тёткино — граница с Украиной), в 3,5 км от автодороги межмуниципального значения 38Н-558 (Рыльск — Дурово — Ломакино — граница с Глушковским районом), на автодороге 38Н-560 (38Н-558 — Кулига — Боброво), в 12 км от ближайшей ж/д станции Рыльск (линия 358 км — Рыльск).
В 176 км от аэропорта имени В. Г. Шухова (недалеко от Белгорода).